# 福因斯
福因斯是爱尔兰利默里克郡的一个港口镇。